# Scaled Composites Proteus
Die Scaled Composites Model 281 Proteus ist ein – nach der griechischen Gottheit Proteus benanntes – privat finanziertes zweistrahliges Strahlflugzeug mit Tandem-Flügel, das es ermöglicht, Versuche mit unterschiedlichen Nutzlasten in großen Höhen durchzuführen.

## Weitere Details
Entworfen und gebaut wurde das Flugzeug von Burt Rutan und seiner Firma Scaled Composites. Es hat eine Flügelspannweite von 23,65 Meter, die mit abnehmbaren Flügelspitzen auf bis zu 28 Meter erweitert werden kann.
Proteus kann als einer der Vorläufer des Trägerflugzeuges White Knight gelten. Zurzeit ist es im Besitz des Flugzeug-Herstellers Northrop Grumman und wird vom Verteidigungsministerium der Vereinigten Staaten und der NASA als Forschungs- und Höhenplattform für unbemannte Roboterflugzeuge eingesetzt.

## Technische Daten
| Kenngröße           | Daten                                                                        |
| ------------------- | ---------------------------------------------------------------------------- |
| Besatzung           | 2 (1 Pilot, 1 Nutzlast-Bediener)                                             |
| Länge               | 17,10 m                                                                      |
| Spannweite hinten   | 23,6 m (28 m mit abnehmbaren Tragflächenenden)                               |
| Spannweite vorne    | 16,6 m (19,70 m mit abnehmbaren Tragflächenenden)                            |
| Höhe                | 5,30 m auf Fahrwerk                                                          |
| Nutzlast            | 816 bis 3293 kg (je nach Aufgabe)                                            |
| Leermasse           | 2676 kg                                                                      |
| max. Startmasse     | 5669 kg (7166 kg bei militärischer Verwendung)                               |
| Geschwindigkeit     | 350 km/h in 6000 m, 518 km/h in 15.000 m, Mach 0,42 als Reisegeschwindigkeit |
| Steigleistung       | 30 m/s bei 3600 kg, 17 m/s bei 5669 kg                                       |
| Dienstgipfelhöhe    | bis zu 19.800 m mit 3175 kg, 17.700 m mit 5669 kg                            |
| Startstrecke        | 762 m                                                                        |
| Flugdauer           | bis zu 18 h, abhängig von Nutzlast und Höhe                                  |
| Treibstoffkapazität | 2720 kg (im Rumpf und in Tragflächentanks)                                   |
| Triebwerke          | 2 × Williams Research/Rolls-Royce FJ44-2 Turbofan mit je 10,23 kN Schub      |